# Modesto Scoffier
Modesto Scoffier est un homme politique italien du XIXe siècle.

## Biographie
Professeur, libéral, Modesto Scoffier est élu député du collège d’Utelle, dans la province de Nice, au Parlement de Turin, au cours des 2e (01.02.1849 - 30.03.1849) et 3e législatures (30.07.1849 - 20.11.1849).